# Cierva C.19
El Cierva C.19 fue un autogiro británico de dos asientos, diseñado por el ingeniero Juan de la Cierva y Codorníu en 1929. Fue construido por la empresa Avro como modelo Avro 620. Fue uno de los diseños con más éxito y mayor producción del ingeniero. 

## Diseño y desarrollo

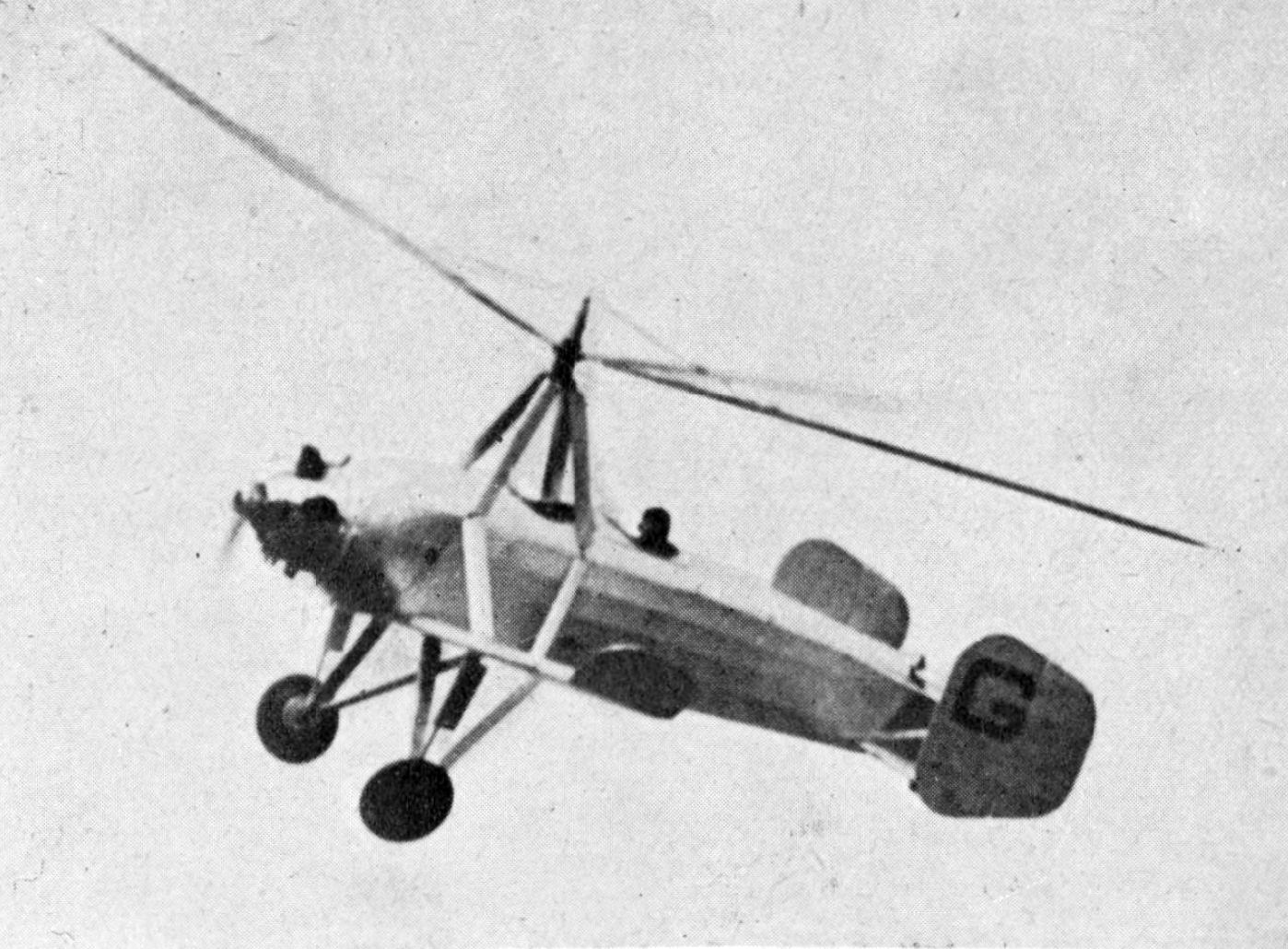
Un autogiro C.19 Mk I durante un vuelo, octubre de 1929.

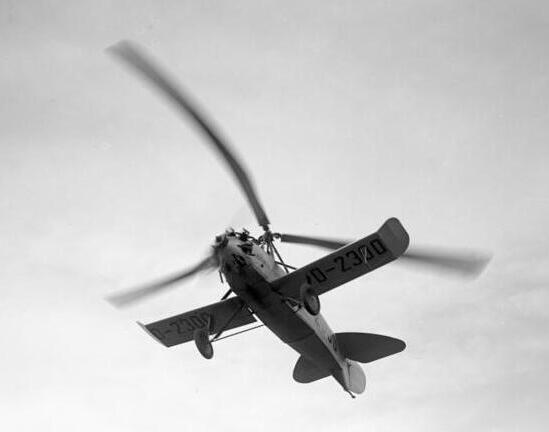
Un Cierva C.19, versión del fabricante Focke-Wulf, en vuelo.

El primer autogiro con éxito de De la Cierva, el Cierva C.6, utilizó como fuselaje un modelo Avro 504. Esta primera colaboración continuó a partir de 1926, con de la Cierva proporcionando el diseño del rotor, y Avro el fuselaje, de tal manera que parecían ser una mezcla de aeroplanos, de aeronaves de ala fija a motor, con un rotor sin motorizar. Durante el diseño de los autogiros, se produjeron una larga serie de modelos o versiones para ir mejorando el concepto. Sin embargo, el diseño en 1929 del C.19 no debía nada a los aviones Avro existentes, aunque fue construido por Avro en Hamble-le-Rice. Los tres primeros ejemplares, designados como Avro 620, se proyectaron como C.17 versión Mk II, pero fueron terminados con la denominación C.19 Mk I. 
Al igual que el avión anterior, el C.19 tenía un fuselaje convencional de dos asientos (biplaza) que llevaba un ala de pequeña envergadura con alerones (para aliviar las cargas del rotor en vuelo nivelado hacia adelante) y un solo motor radial en la parte delantera. El rotor sin motor y de giro libre tenía cuatro palas con refuerzo de cable, o tres palas en voladizo en el modelo Mk IV, y estaba montado sobre cuatro puntales por encima de la cabina delantera que se unían formando una pirámide. El C.19, versiones Mk I hasta Mk IV, no tenía la cabeza del rotor basculante y la columna de control colgante asociada de autogiros posteriores como el Cierva C.30. En cambio, el control del vehículo se conseguía mediante los alerones, los elevadores y el timón, a través de una columna de mando convencional, un sistema solo funcional realmente si la velocidad del aire era lo suficientemente alta.
Un importante refinamiento de ingeniería en el C.19 fue el medio para iniciar mecánicamente el giro del rotor principal; en diseños anteriores de De la Cierva, el rotor tenía que girarse a mano o tirando de una cuerda, a menos que hubiera espacio para una carrera de despegue. En el C.19 Mk I, para evitar esto se utilizó la aerodinámica. La unidad de cola de este modelo era una estructura biplano con aletas y timones en la placa terminal. Para arrancar el rotor, los elevadores y los planos de cola se fijaban en una posición casi vertical y se arrancaba el motor. El giro de la hélice se desplazaba hacia arriba por la unidad de cola a través del rotor, poniéndolo en movimiento. Por primera vez, el autogiro no tenía que depender de terceras personas, además del piloto, para comenzar a volar.
Los 60 kW (80 hp) del motor Armstrong Siddeley Genet II del C.19 no daban suficiente potencia y se reemplazaron en la versión C.19 Mk II por un motor Genet Major I con una potencia de 78 kW (105 hp). La versión C.19 Mk IIA, introducido en 1930, tenía un tren de rodaje más largo y una cabeza del rotor mejorada. Los aterrizajes a menudo se realizaban con ángulos de ataque altos, por lo que los timones del C.19 Mk III se modificaron para poder inclinarse rápidamente hacia arriba y evitar una situación peligrosa; también esta versión aumentó en 1,52 metros el diámetro del rotor. En el C.19 Mk IV, el rotor se arrancaba directamente por el motor a través de un mecanismo de embrague, solución adoptada después en todos los futuros autogiros. Esto permitió reemplazar el complicado empenaje biplano por un plano de cola monoplano más convencional. La única aleta central era baja y más alargada, para evitar ser golpeada por el rotor. El C.19 Mk IV tenía un rotor en voladizo de tres palas y 10 metros de diámetro. También se utilizó la designación C.19 Mk IVP en 1931, la "P" indicaba una versión para la producción en serie.
La variante final fue el modelo C.19 Mk V con la matrícula G-ABXP. Los controles de los autogiros anteriores dependían del flujo de aire que pasaba por alerones, timones y elevadores; durante las fases de baja velocidad de avance y despegue y aterrizaje, estos no eran efectivos y se produjeron accidentes. El C.19 Mk V carecía del ala pequeña y de las superficies de control móviles, utilizando en cambio una cabeza de rotor basculante. Usando un brazo de control largo que llegaba a la cabina trasera, el piloto podía dirigir la aeronave inclinando el plano de rotación del rotor. Después de un período de pruebas, el C.19 Mk V voló con un pequeño plano de cola fijo y un rotor de dos palas. Este sistema de control fue adoptado para el siguiente modelo, el Cierva C.30.

## Historia operacional

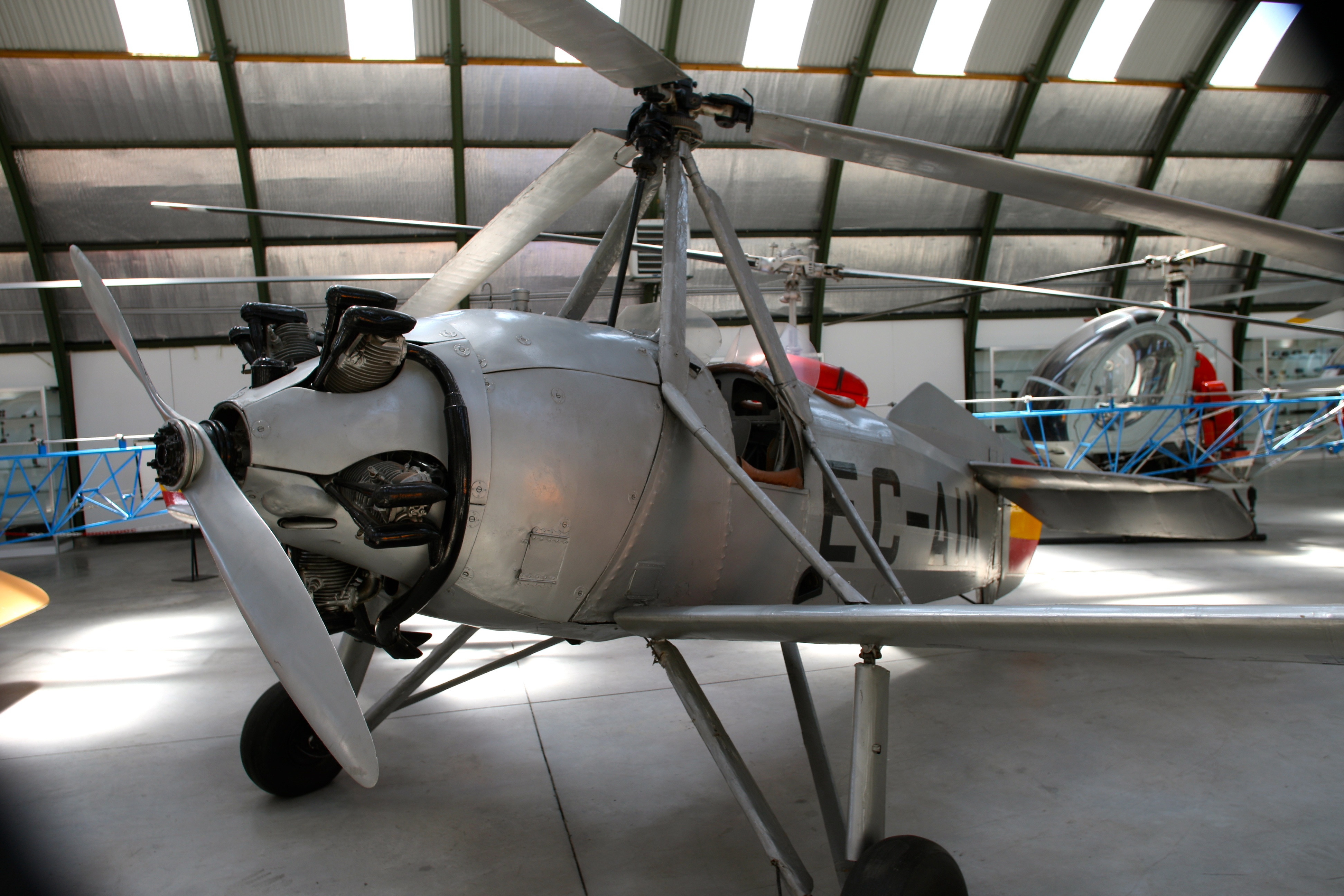
Autogiro Cierva C.19 versión Mk IV expuesto en el Museo de la Aeronáutica y Astronáutica de Madrid.

Estos aparatos tuvieron destinos muy distintos; un modelo Mk I y dos Mk II se vendieron en el extranjero, yendo uno de estos últimos a parar a la Pitcairn Autogyro Co., en diciembre de 1929. Dos Mk III también se exportaron, uno de ellos a Nueva Zelanda, y otros dos se entregaron a la británica Real Fuerza Aérea (RAF).
La RAF operó dos Cierva C.19 Mk III a principios de la década de 1930 para la evaluación del concepto del autogiro (con los números de serie K1696 y K1948).
Un lote de C.19 Mk IV construidos bajo licencia en Alemania por Focke-Wulf, con motor radial Siemens Sh.14B de 150 hp, recibió la designación C.20; la denominación C.21 fue asignada a un proyecto francés de construir el C.19 Mk IV por la compañía Lioré et Olivier. Inicialmente, quince modelos C.19 Mk IVP aparecen en el registro aeronáutico civil del Reino Unido. Uno de ellos realizó un vuelo desde el Reino Unido a Sudáfrica, aunque tuvo que aterrizar en Túnez. Después voló con el circo volante de Alan Cobham. Otro autogiro operó en la escuela de vuelo London Air Park, en Hanworth. El resto de Mk IVP se repartieron entre países tan diversos como Australia, Alemania, España (uno de ellos para la Aeronáutica Militar), Japón, Singapur y Suecia.

## Variantes
El diseño del C.19 fue evolucionando en diferentes modelos:
C.19 Mk.I
El modelo original con tres prototipos, con un motor radial de pistones Armstrong Siddeley Genet de 60 kW (80 hp).
C.19 Mk.II
Esta segunda versión, también tres prototipos, tenía un motor más potente Armstrong Siddeley Genet Major de 78 kW (105 hp). La versión del motor se siguió utilizando en el resto de modelos posteriores.
C.19 Mk.IIA
Era un modelo Mk.II con una cabeza de rotor mejorada. Sólo se fabricó un prototipo.
C.19 Mk.III
Seis prototipos con nuevas mejoras.
C.19 Mk.IV
La versión final para la producción en serie, la base para la venta comercial. Se construyeron 15 unidades.
C.19 Mk.V
Una versión experimental construida con una nueva cabeza del rotor.
C.20
Versión construida por Focke-Wulf, bajo licencia, con motores Siemens Sh 14B.
C.21
Versión de la empresa Lioré et Olivier, que compró la licencia para poder fabricarlos. Sin embargo, no llegó a fabricarse ninguna unidad.

## Supervivientes
De los aproximadamente treinta ejemplares construidos, algunos han sobrevivido:
- Un autogiro Cierva C.19 Mk.IV y matrícula EC-AIM está en el Museo de Aeronáutica y Astronáutica en Madrid.[2]

## Especificaciones (Mk.II)

### Características generales
- Tripulación: Uno (piloto)
- Capacidad: Un pasajero
- Longitud: 5,5 m (18 ft)
- Diámetro rotor principal: 9,2 m (30 ft)
- Altura: 3,1 m (10 ft)
- Área circular: 65,8 m² (708,3 ft²)
- Peso vacío: 386 kg (850,7 lb)
- Peso cargado: 635 kg (1399,5 lb)
- Planta motriz: 1× motor radial de cinco cilindros refrigerado por aire Armstrong Siddeley Genet Major I.
  - Potencia: 78 kW (108 HP; 106 CV)

### Rendimiento
- Velocidad máxima operativa (Vno): 153 km/h (95 MPH; 83 kt)
- Alcance: 483 km (261 nmi; 300 mi)
- Régimen de ascenso: 2,5 m/s (492 ft/min)

## Aeronaves relacionadas

### Desarrollos relacionados
- Cierva C.17

### Aeronaves similares
- Buhl A-1 Autogyro
- Pitcairn PCA-2
- Pitcairn PA-18

### Secuencias de designación
- Secuencia C._ (interna de la compañía Cierva): ← C.9 - C.12 - C.17 - C.19 - C.20 - C.21 - C.24 - C.25 - C.26 →
- Secuencia Numérica (interna de Avro): ← 617 - 618 - 619 - 620 - 621 - 623 - 624 →